# Amanipodagrion gilliesi
Amanipodagrion gilliesi је инсект из реда Odonata. 

## Угроженост
Ова врста је крајње угрожена и у великој опасности од изумирања.

## Распрострањење
Ареал врсте је ограничен на једну државу. 
Танзанија је једино познато природно станиште врсте.

## Станиште
Станишта врсте су шуме, планине и слатководна подручја. 